# Karadayı
Karadayı es una serie de televisión turca de 2012, producida por Ay Yapım y emitida por ATV. La banda sonora fue realizada por Toygar Işıklı.

## Trama
La historia tiene lugar en 1973. Mahir Kara (Kenan İmirzalıoğlu) es un hombre que trabaja en una zapatería. Su padre, Nazif (Çetin Tekindor), es un buen hombre respetado en el barrio, que se enfrenta a la gente deshonesta y criminal. En el día de la pedida de mano de la novia de Mahir, Nazif es acusado del asesinato del fiscal general de Estambul y puede ser condenado a muerte. Mahir cree que su padre es víctima de una injusticia. Se compromete a encontrar el verdadero asesino y urde un plan. Crea una nueva identidad y se hace pasar por un abogado. La búsqueda de justicia se complica cuando se acerca a la jueza Feride Şadoğlu (Bergüzar Korel), quien tiene la suerte de su padre en sus manos. 
Ella es una persona muy honesta y responsable, es hija de un alto y prestigioso funcionario de gobierno. Su principio de Justicia es muy fuerte. Mahir como su ayudante, irá ganando su confianza y logrará que dude de la culpabilidad de su padre, emprendiendo juntos nuevas investigaciones del crimen. Esto molestará al fiscal del caso, Turgüt Akin, quien está cortejando sin éxito a Feride y es muy cercano a su padre. 
La corrupción,  las mafias y el poder se interpondrán en el camino hacia la  justicia. Mahir estará en la disyuntiva entre su creciente amor por Feride y la culpabilidad de engañarla, frente a amar a quien puede enviar a su padre a la horca. Feride, por su parte, sin saberlo, se enfrentará al conflicto ético y judicial de amar al hijo de su procesado.

## Reparto
- Kenan İmirzalıoğlu como Mahir Kara "Karadayı"/Salih İpek.
- Bergüzar Korel como Feride Şadoğlu/Kara.
- Çetin Tekindor como Nazif Kara.
- Civan Canova como Çetin Hünkaroğlu.
- Erhan Yazıcıoğlu como Mehmet Saim Şadoğlu.
- Yurdaer Okur como Turgut Akın.
- Erkan Avcı como Necdet Güney "La pólvora.
- Melike İpek Yalova como Ayten Alev.
- Rıza Kocaoğlu como Yasin Ulutaş.
- Şebnem Dilligil como Safiye Kara.
- Elif Sönmez como İlknur Tiryaki.
- Atsız Karaduman como Dalyan Rıza.
- Leyla Lydia Tuğutlu como Songül Kara.
- Cenan Çamyurdu como Erdal Engin.
- Aslı Orcan como Serra Aşık.
- Lila Gürmen como Kerime Şadoğlu.
- Yıldız Kültür como Kader/Nihan Altun.
- Deniz Şen Hamzaoğlu como Bülent Tiryaki.
- Kadir Çermik como Ahmet Geveze.
- Ulaş Tuna Astepe como Orhan Kara.
- Ata Berk Mutlu como Nazif Tiryaki.
- Emir Çubukçu como Osman Güney.
- Diren Polatoğulları como İbrahim Durak.
- Olgun Toker como Melih Şadoğlu.
- Serkan Altıntaş como Yalçın.
- İlkin Tüfekçi como Bahar Dündar.
- Funda Eryigit como Belgin.
- Huseyin soyaslan como Nail.
- Fatih Al  como Yusuf.

## Temporadas
| Temporada | Temporada | Episodios | Rango de episodios | Emisión original         | Emisión original    |
| Temporada | Temporada | Episodios | Rango de episodios | Inicio                   | Final               |
| --------- | --------- | --------- | ------------------ | ------------------------ | ------------------- |
|           | 1         | 36        | 1 - 36             | 8 de octubre de 2012     | 17 de junio de 2013 |
|           | 2         | 39        | 37 - 75            | 9 de septiembre de 2013  | 16 de junio de 2014 |
|           | 3         | 40        | 76 - 115           | 15 de septiembre de 2014 | 15 de junio de 2015 |

## Premios y nominaciones
| Año  | Premios                          | Categoría            | Nominado                   | Resultado | Ref.  |
| ---- | -------------------------------- | -------------------- | -------------------------- | --------- | ----- |
| 2013 | Golden Butterfly Awards          | Mejor serie          | Karadayı                   | Ganadora  | [ 4 ] |
| 2013 | Golden Butterfly Awards          | Mejor actriz         | Bergüzar Korel             | Ganadora  | [ 4 ] |
| 2013 | Golden Butterfly Awards          | Mejor actor          | Kenan İmirzalıoğlu         | Ganador   | [ 4 ] |
| 2013 | Golden Butterfly Awards          | Mejor director       | Uluç Bayraktar y Cem Karcı | Ganadores | [ 4 ] |
| 2013 | Seoul International Drama Awards | Mejor serie de drama | Karadayı                   | Nominada  | [ 5 ] |

## Emisiones internacionales
- Catar Television
- GEM TV / RIVER TV
- ANT1
- RTV21
- Hayat TV
- TV7
- Rtv21
- Prva
- Viva
- Urdu 1
- Nova TV
- Mega[6]
- Telefe[7]
- ATV
 Global Televisión
- Vizion Plus
- Telesistema
- TVN
- Bolivision
- Canal 10
- Canal 12
- Caracol Televisión
- RTS
- SNT